# Gorges mystérieuses de Tête Noire
Pour les articles homonymes, voir Tête Noire.
Les gorges mystérieuses de Tête Noire sont des gorges situées dans la commune de Trient, le long du Trient, dans le canton du Valais, en Suisse.

## Géographie

### Situation
Les gorges, longues de 500 mètres, se situent dans l'Ouest du canton du Valais, à une altitude variant de 1 070 à 930 mètres.

## Activités

### Randonnée
Un chemin de randonnée longe les gorges.